# 13th Floor Elevators
13th Floor Elevators fue una banda psicodélica formada en Austin, Texas, Estados Unidos, por el guitarrista y vocalista Roky Erickson, Tommy Hall, y el guitarrista Stacy Sutherland , que existió desde diciembre de 1965 hasta 1969. Durante su carrera, la banda lanzó cuatro LP y siete sencillos para la discográfica International Artists. Se les reconoce ser la primera banda en emplear el término psicodelia en un álbum.

## Historia
Esta banda de Texas, creada en 1965 en Austin fue el primer grupo musical en implementar el efecto de las drogas a sus canciones.
Tuvieron un éxito temprano con el sencillo «You're Gonna Miss Me» al que siguió el álbum The Psychedelic Sounds of the 13th Floor Elevators (1966).
La banda se desintegró tras publicarse Bull of the Woods, disco en el cual Roky Erickson tan solo canta en tres de las pistas. La ruptura fue debida a que Roky fue condenado por posesión de drogas (marihuana) y para evadir una larga estancia en la cárcel se declaró mentalmente incapacitado y se le recluyó por tres años en el hospital psiquiátrico Rusk State Hospital. La banda siguió grabando Bull of the Woods sin su presencia.

## Miembros
- Roky Erickson - vocalista, armónica y guitarra rítmica
- Tommy Hall - jarrón eléctrico (amplificado)
- Benny Thurman - bajo
- Stacy Sutherland - guitarra eléctrica líder
- John Ike Walton - batería
- Ronnie Leatherman (1966-1969) - bajo

## Discografía
- The Psychedelic Sounds of the 13th Floor Elevators (1966).
- Easter Everywhere (1967).
- Bull of the Woods (1968).
- Live, que de hecho no está grabado en vivo, sino que consta de outakes de estudio tempranos (1968)